# Metastenasellus congolensis
Metastenasellus congolensis är en kräftdjursart som först beskrevs av Pierre-Alfred Chappuis 1951.  Metastenasellus congolensis ingår i släktet Metastenasellus och familjen Stenasellidae. Inga underarter finns listade i Catalogue of Life.